# Erik Bruhn - jeg er den samme, bare mere
Erik Bruhn - jeg er den samme, bare mere er en dansk portrætfilm fra 2000, der er instrueret af Lennart Pasborg.

## Handling
Den danske balletdanser Erik Bruhn (1928-1986) er blevet kaldt én af vor tids største dansere. Han voksede op med Bournonville-traditionen på Det Kongelige Teater. Siden rejste han ud og fejrede i løbet af sin karriere triumfer over hele verden; som virtuos og nyskabende danser, koreograf og balletmester. Filmen følger to spor: Erik Bruhns eminente udtryk som danser på den ene side, og hans tanker om tilværelsen, om den kompromisløse søgen efter det sublime - og om smerten forbundet hermed - på den anden. Erik Bruhn ses danse i bl.a. Svanesøen, Sylfiden, Giselle, Carmen og Frøken Julie. Tv-optagelser blandes med private 8 mm optagelser og med et stort interviewmateriale på engelsk med danseren selv. Når nogen spurgte til Erik Bruhns befindende, svarede han ofte: "Jeg er den samme, bare mere".